# Автошлях E03
Європейський маршрут E03 проходить по території  Франції від  Шербур-Октевіль до  Ла-Рошелі.

## Маршрут
Протяжність маршруту становить приблизно 459 км.

## Див. Також
- Мережа європейських автошляхів
- Автомагістралі Франції